# SoapUI
SoapUI — приложение с открытым исходным кодом для тестирования веб-сервисов сервис-ориентированных архитектур (SOA) и передачи состояний представлений (REST). Его функциональные возможности включают проверку веб-службы, запуск, разработку, моделирование и макетирование, функциональное тестирование, тестирование нагрузки и соответствия. Компания-разработчик программного обеспечения Eviware также создала коммерческую версию SoapUI Pro (ныне носит название ReadyAPI), которая в основном фокусируется на функциях, предназначенных для повышения производительности. В 2011 году SmartBear Software приобрела Eviware.
SoapUI был первоначально выпущен для SourceForge в сентябре 2005 года. Это бесплатное программное обеспечение, лицензируемое на условиях публичной лицензии Европейского Союза. Начиная с первого выпуска, SoapUI был загружен более 2 000 000 раз. Он полностью построен на платформе Java и использует Swing для пользовательского интерфейса. Это означает, что SoapUI является кроссплатформенным. Сегодня SoapUI также поддерживает IDEA, Eclipse и NetBeans.
SoapUI может тестировать веб-сервисы SOAP и REST, JMS, AMF, а также выполнять любые вызовы HTTP(S) и JDBC.
С марта 2022 сайты приложения недоступны в России (необходимо использовать VPN).